# Reliable User Datagram Protocol
RUDP protokol (Reliable User Datagram Protocol) je spolehlivý protokol pro přenos dat. Byl vyvinut v Bellových laboratořích pro operační systém Plan 9. Usiluje o poskytnutí řešení tam, kde UDP je moc primitivní, protože je požadováno, aby nedošlo ke změně pořadí paketů, ale TCP je moc složité nebo nákladné.
Protokol RUDP rozšiřuje UDP o následující vlastnosti:
1. potvrzení o doručení paketu
2. ovládání přetížení sítě
3. přeposlání ztracených paketů
4. overbuffering

RUDP v současnosti není oficiální standard, nicméně byl popsán v IETF () roku 1999. Nebyl navržen pro standardizaci.